# Markaz Shabab al-Am'ari
Der Markaz Shabab Al-Am'ari Al-Reyadi Al-Thaqafi Al-Egtima'y,  meist Markaz Shabab al-Am'ari (arabisch مركز شباب الأمعري) genannt, ist ein palästinensischer Fußballverein aus al-Ram im Gouvernement Jerusalem. Wo der Verein aktuell spielt, ist unbekannt.

## Erfolge
- West Bank Premier League
  - Meister: 1997, 2010/11
  - Vizemeister: 2019/20
- West Bank Palestine Cup
  - Finalist: 2019
- Yassir Arafat Cup
  - Sieger: 2012
  - Finalist: 2010, 2011/12
- West Bank Supercup
  - Finalist: 2011

- AFC President’s Cup
  - Finalist: 2012

## Stadion
Der Verein trägt seine Heimspiele im Faisal Al-Husseini International Stadium in al-Ram aus. Das Stadion hat ein Fassungsvermögen von 12.500 Personen.

## Trainer
Stand: Oktober 2024
| Trainer          | !von             | bis               |
| ---------------- | ---------------- | ----------------- |
| Ahmed Al-Hassan  | 1. Juli 2004     | 31. Dezember 2006 |
| Raed Assaf       | 1. Juli 2012     | 1. Dezember 2012  |
| Mahmoud Guendouz | 1. Juli 2013     | 30. Juni 2014     |
| Raed Assaf       | 19. Mai 2014     | 2. Februar 2015   |
| Said Abu Altahir | 5. Januar 2016   | 20. Mai 2016      |
| Ehab Abu Jazar   | 6. Mai 2017      | 31. Mai 2021      |
| Ayman Sandouqa   | 11. Oktober 2021 | 30. Juni 2024     |

## Statistik in den AFC-Wettbewerben
- AFC President’s Cup
  - Finalist: 2012
- AFC Cup
  - Gruppenphase: 2021